# 1782 Schneller
1782 Schneller eller 1931 TL1 är en asteroid i huvudbältet, som upptäcktes 6 oktober 1931 av den tyske astronomen Karl Wilhelm Reinmuth i Heidelberg. Den har fått sitt namn efter den tyske astronomen Heribert Schneller.
Asteroiden har en diameter på ungefär 21 kilometer och den tillhör asteroidgruppen Themis.